# ウスイロイルカ
ウスイロイルカ（薄色海豚、Sousa plumbea）は、クジラ目ハクジラ亜目マイルカ科ウスイロイルカ属に属するイルカである。
Sousa plumbeaを種とはせず、Sousa chinensis plumbeaとしてSousa chinensisの亜種として分類する場合もある。

## 概要
ウスイロイルカ (Sousa plumbea) はシナウスイロイルカ (Sousa chinensis) に似ている。
ウスイロイルカの身体は生息域により異なるが、およそピンクから明るい灰色である。
シナウスイロイルカ (Sousa chinensis) に比べると、背中の瘤（こぶ）のような隆起は大きく、その上に背びれがある。
口吻は細長い。
成体の体長は2mから2.8m、体重は150kgから200kgである。
生まれた直後の体長は1m程度である。
生息域は、北インド洋および西インド洋の沿岸の浅い海域であり、インド、ペルシャ湾、紅海、アフリカ大陸東岸およびマダガスカル島周辺である。
Riceは、スマトラ島を境界とし、スマトラ島およびそれより東に棲息するものをシナウスイロイルカ (Sousa chinensis)、スマトラ島より西側に棲息するものをウスイロイルカ (Sousa plumbea) と分類したが[Rice1998]、交雑は不可避であろうと考えられている。
そのため、シナウスイロイルカ (Sousa chinensis) とウスイロイルカ (Sousa plumbea) を合わせて一つの種と考える分類法もある。
ウスイロイルカの生息数ははっきりとはわかっていない。
Saaymanらによると[Saayman1979]、南アフリカのPlettenberg湾付近の生息数は約25頭である。
南アフリカのNatal海岸における生息数は、正確な値ではないが、およそ200頭と見積もられている。
Rossらによると[Ross1994]、サメ除けのための網が、ウスイロイルカの生息数にかなりの悪影響を与えているようである。
Karczmarskiらの調査によると[Karczmarski1999]、南アフリカのEastern Cape海岸の南のAlgoa湾における生息数は少なくとも466頭である。1992年の調査では、モザンビークの本土とBazaruto島の間にあるBazaruto Archipelagoの生息数は約60頭である。
Rossらによると[Ross1994]、インダス川河口の生息数は大雑把に500頭である。
IUCNのレッドリストでは他のウスイロイルカ類とともに「情報不足」 (Data Deficient:DD) に分類されている。